# Panstenoninae
Panstenoninae Erdös, 1955, è una piccola sottofamiglia di insetti della famiglia degli Pteromalidi (Hymenoptera Chalcidoidea) comprendente specie parassitoidi.
Le conoscenze su questa sottofamiglia fanno capo per lo più al genere Panstenon, le cui specie sono ampiamente descritte da diversi Autori sulla base di osservazioni tratte da insetti custoditi nelle collezioni.
La morfologia, descritta genericamente da Xiao e Huang , denota un corpo snello, con testa grande quanto il torace. Le antenne sono composte da 13 articoli, con un anello, funicolo di 6 articoli e clava di 3. Il torace è convesso, con pronoto subconico e con notauli completi o meno. Le ali anteriori sono in genere lunghe e strette, con lunghezza pari a tre volte circa la larghezza e interamente rivestite di setole. La vena marginale è lunga almeno tre volte rispetto a quella stigmale e rivestita di setole.
La letteratura cita per il genere Panstenon l'associazione con piante erbacee sulle quali svolgono un ruolo di antagonisti per lo più di specie di Rincoti come predatori o parassitoidi sulle uova.
Sono diffusi in diversi continenti (Nordamerica, Europa, Africa, Australia, Asia).

## Sistematica
La sottofamiglia comprende due generi: Ankaratrella, con una sola specie, Pastenon, con dodici specie.
- sottofamiglia Panstenoninae Erdös, 1955 – 13 specie, 2 in Europa. Specie in Europa[2]:
  - genere Ankaratrella Risbec, 1952 - Sud Africa
  - genere Panstenon Walker, 1846 - in Europa:
    - Panstenon agylla (Walker, 1850)
      - Panstenon oxylus (Walker, 1839) -